# Vitask
Vitask (vetenskapligt namn: Fraxinus americana) är en syrenväxtart som beskrevs av Carl von Linné. Fraxinus americana ingår i släktet askar och familjen syrenväxter. Inga underarter finns listade i Catalogue of Life.

## Allmänt
Arten hade ursprungligen ett stort utbredningsområde från New Brunswick, Nova Scotia, Ontario, Prince Edward Island och Québec i sydöstra Kanada över östra USA (västra gräns Nebraska till östra Texas, östra gräns Atlanten) till Nuevo León, Durango, Aguascalientes, Chihuahua och Coahuila i nordöstra Mexiko. Den växer i låglandet och i bergstrakter upp till 1 050 meter över havet. Den introducerade praktbaggen Agrilus planipennis (smaragdpraktbagge) angriper hela beståndet vilket kan medföra trädets utrotning.
Vitask ingår vanligen i skogar som domineras av tallar från undersläktet Strobus, av rödek och av rödlönn. Trädet behöver måttligt fuktig mark. Djur som brudand, vitstrupig vaktel, purpurfink, tallbit och östlig rävekorre äter vitaskens frön.
Virke från trädet används för olika föremål som pilbågar, basebollträn, gitarrer samt som faner.

### Hot från skadedjur
Larverna av smaragdpraktbagge äter trädets floem. Redan unga exemplar av trädet med en stamdiameter av 2,5 cm i brösthöjd kan bli angripna vilket medför död oftast inom loppet av fem år. Därför kan stora populationer försvinna innan nya exemplar hinner utveckla frön. Frön av gamla träd kan i normalfallet överleva i 2 till 3 år och som mest i upp till 8 år. Då största delen av trädets utbredningsområde även lämpar sig väl för praktbaggen befarar IUCN att mer än 80 procent av beståndet kan komma att försvinna under de kommande 100 åren (tre generationer räknat från 2017), och listar vitask som akut hotad (CR).
Naturvårdsmyndigheter i Nordamerika investerar stora belopp för att avlägsna döda vitaskar och samtidigt minska spridningen av smaragdpraktbagge.

## Synonymer
Arten kallas ibland även för amerikansk vitask eller amerikansk ask.

## Bildgalleri

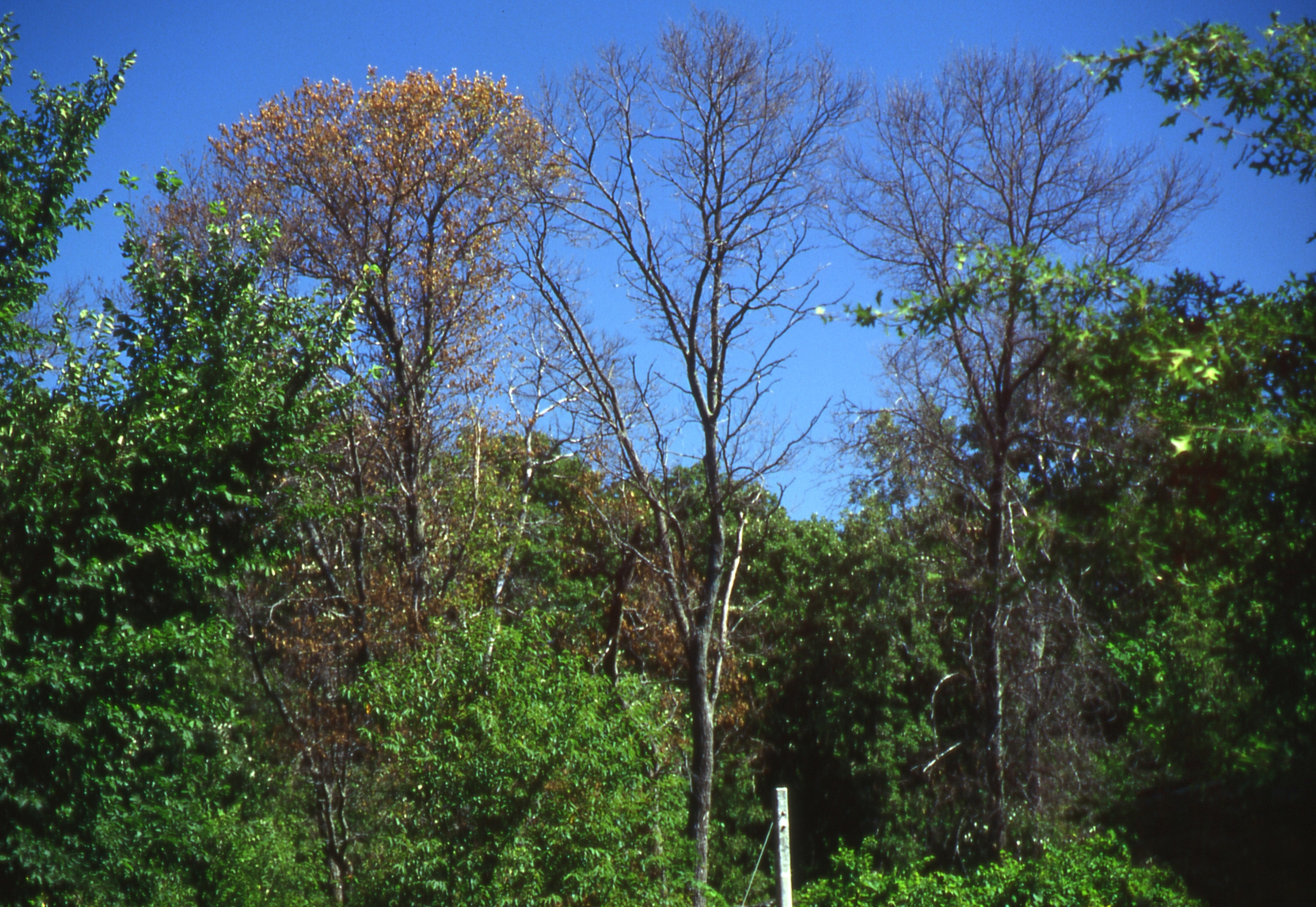
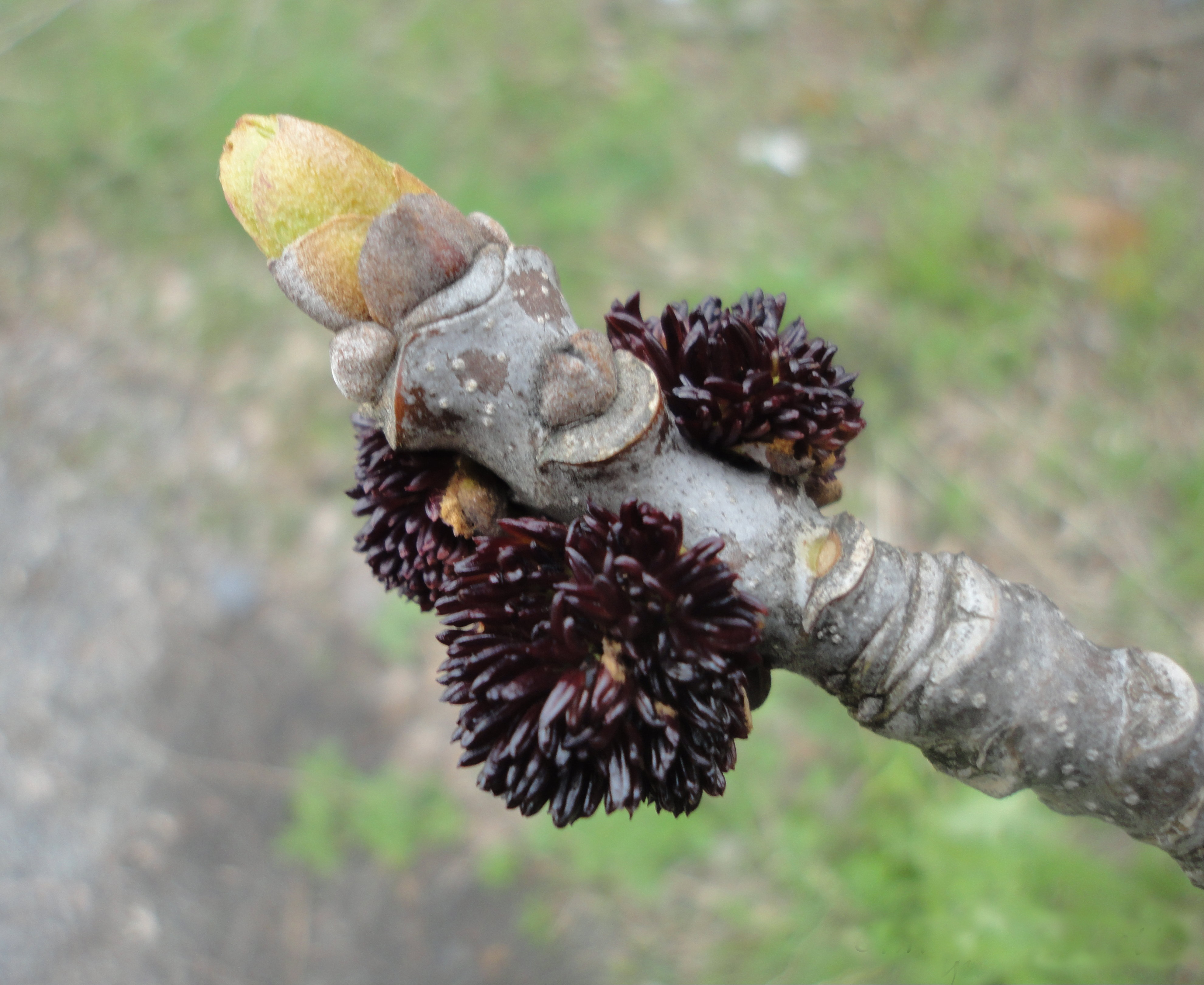
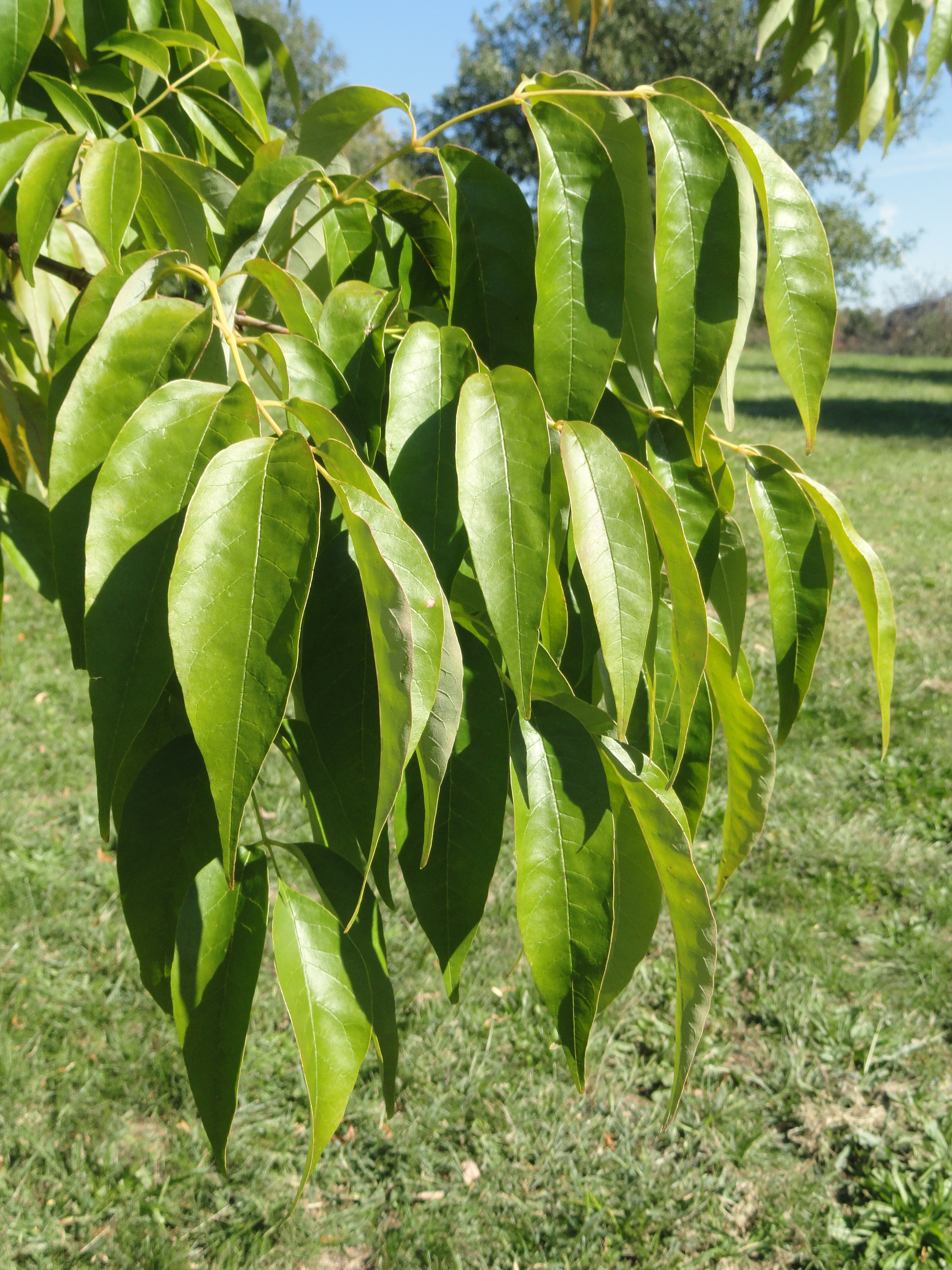
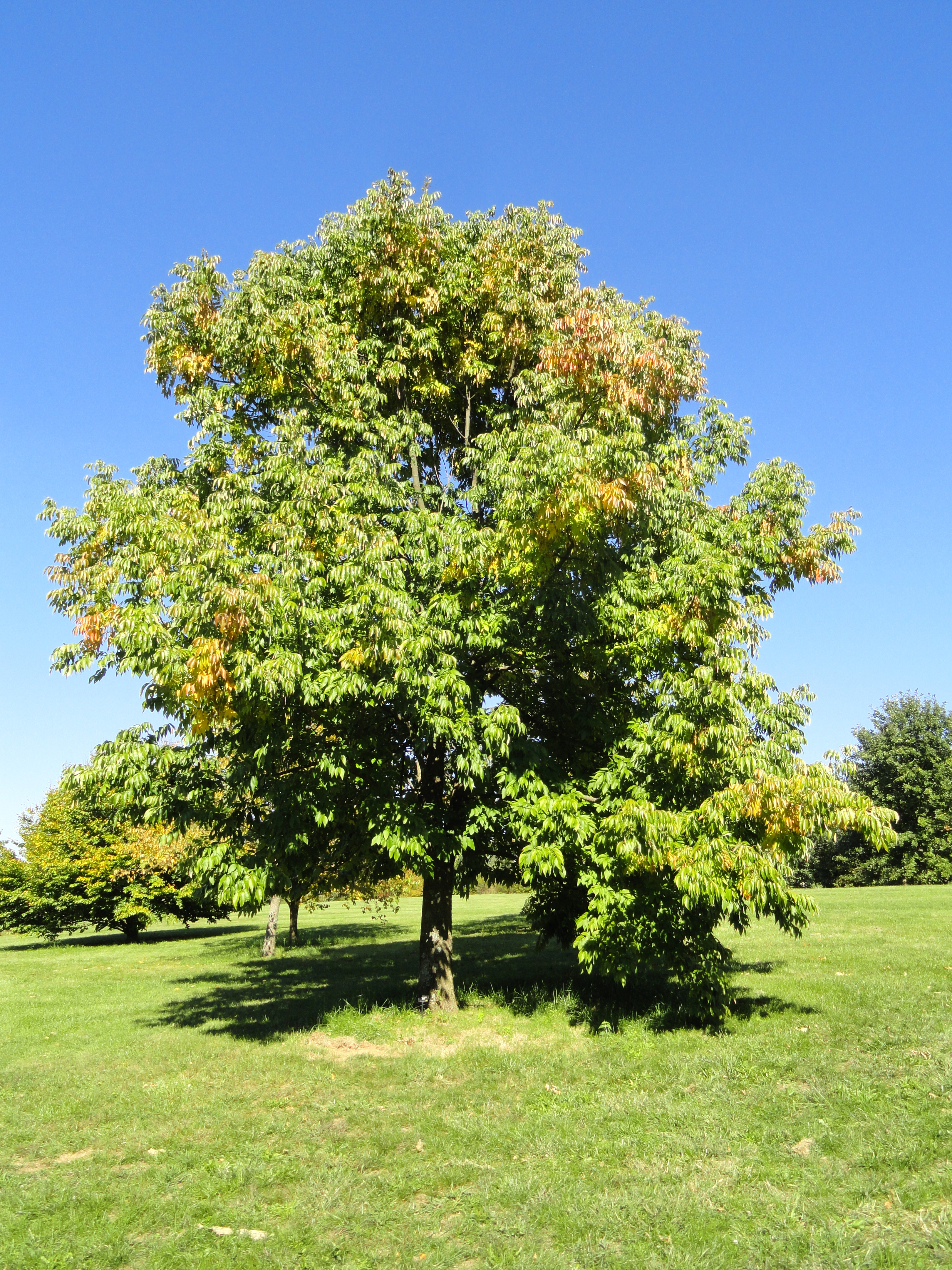
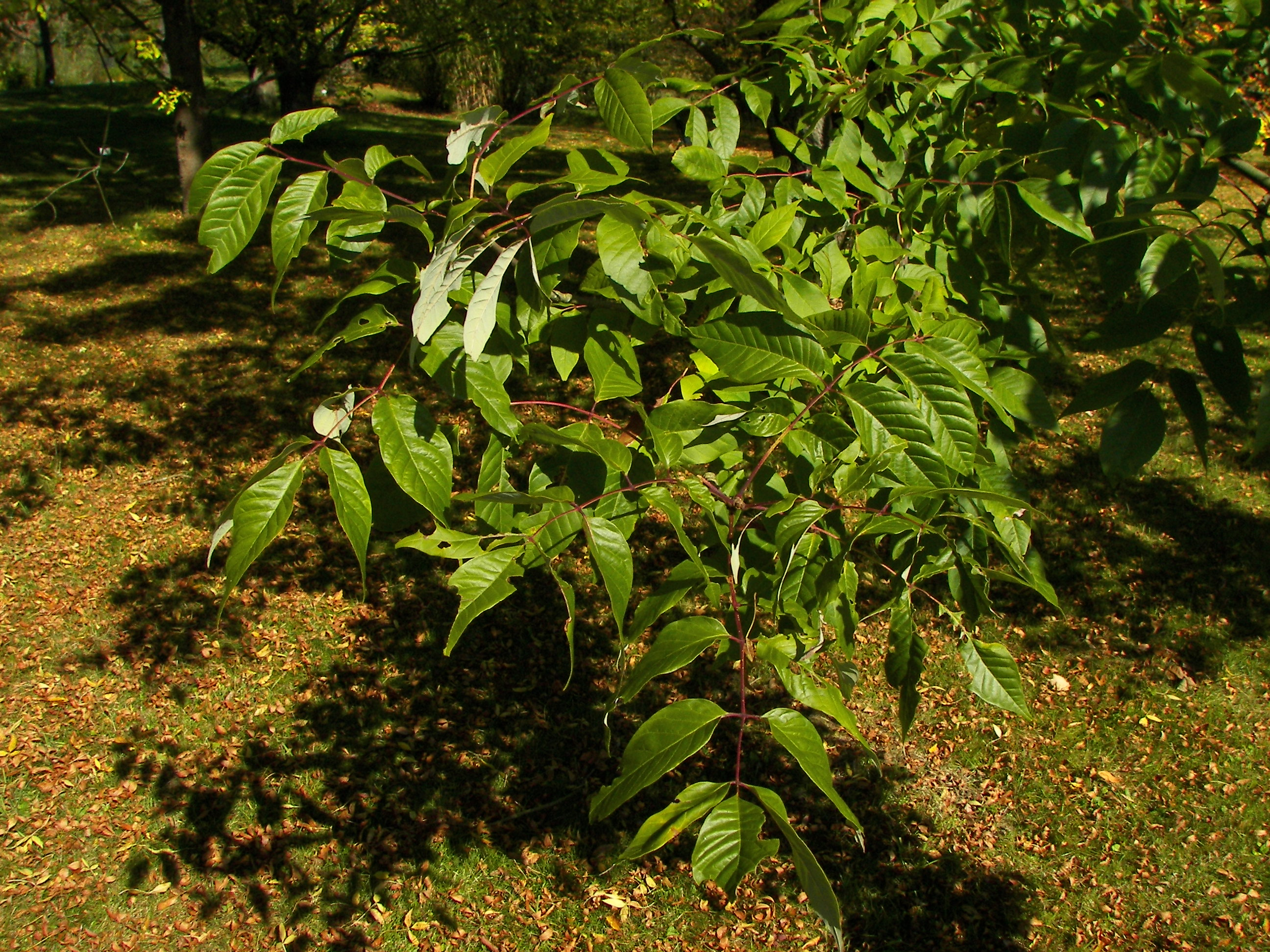
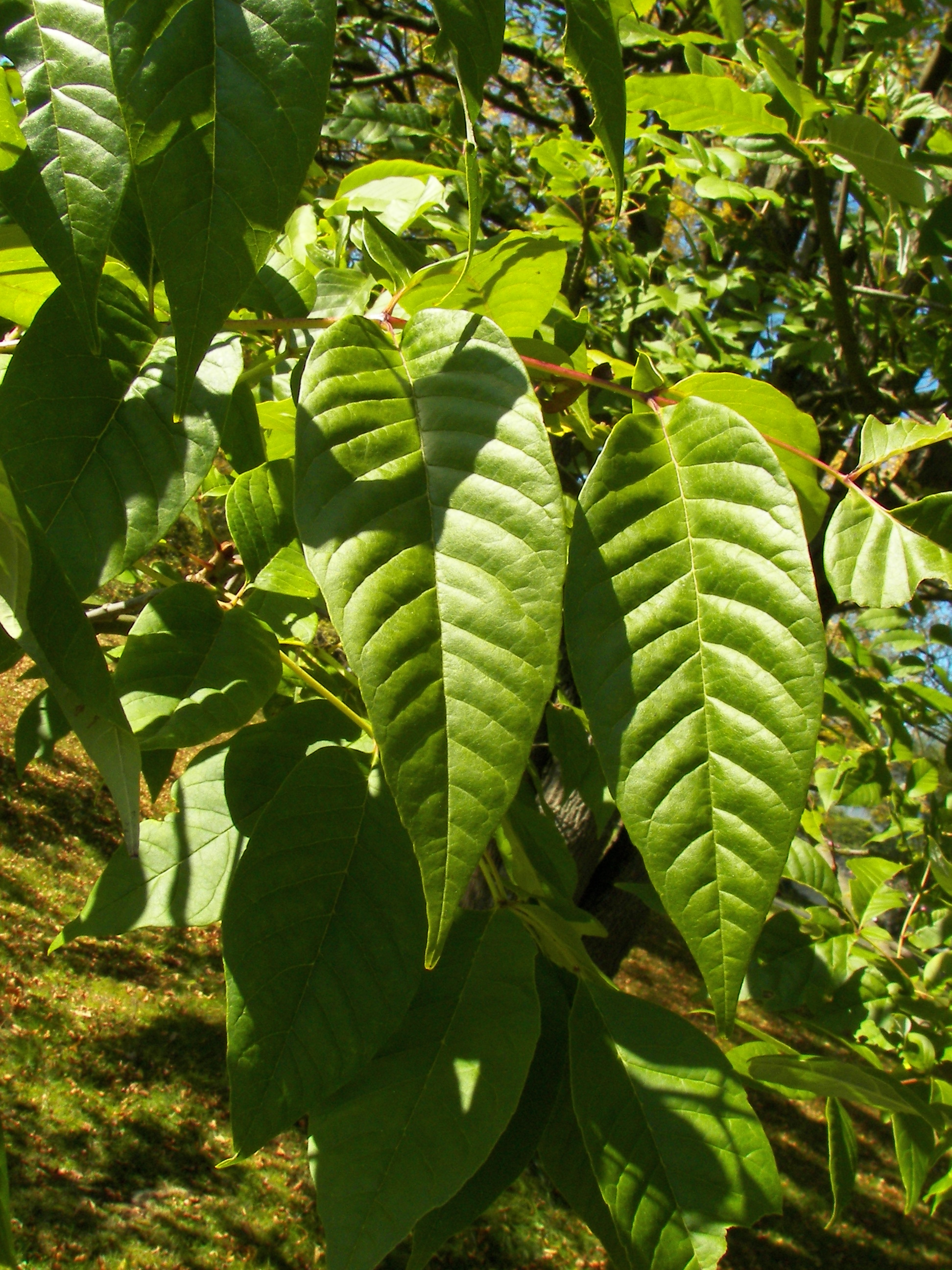